# SN 2009gk
SN 2009gk – supernowa typu IIb odkryta 23 czerwca 2009 roku w galaktyce UGC 11803. W momencie odkrycia miała maksymalną jasność 18,30m.